# 三芳村 (愛媛県)
三芳村（みよしむら）は、愛媛県周桑郡にあった村。現在の西条市三芳にあたる。

## 地理
- 河川 ： 大明神川

## 歴史
- 1889年（明治22年）12月15日 - 町村制の施行により、桑村郡三芳村の大部分が単独で自治体を形成。
- 1897年（明治30年）4月1日 - 所属郡が周桑郡に変更。
- 1955年（昭和30年）1月1日 - 楠河村・庄内村と合併して三芳町が発足。同日多賀村廃止。

## 交通

### 鉄道路線
- 日本国有鉄道
  - 予讃本線（現・予讃線）
    - 伊予三芳駅

### 道路
現在は旧村域を今治小松自動車道が通過するが、当時は未開通。